# Dòideag
Dòideag est une sorcière légendaire de l'île de Mull, en Écosse. Elle fut redoutée par les marins pour sa capacité à lever des tempêtes.
On dit qu'elle causa la perte de l'armada espagnole afin de protéger l'Angleterre. On dit également qu'elle fut l'une des trois sorcières qui coula le MacGille Chaluim Ratharsaidh, le 19 avril 1671.